# Ćele Kula

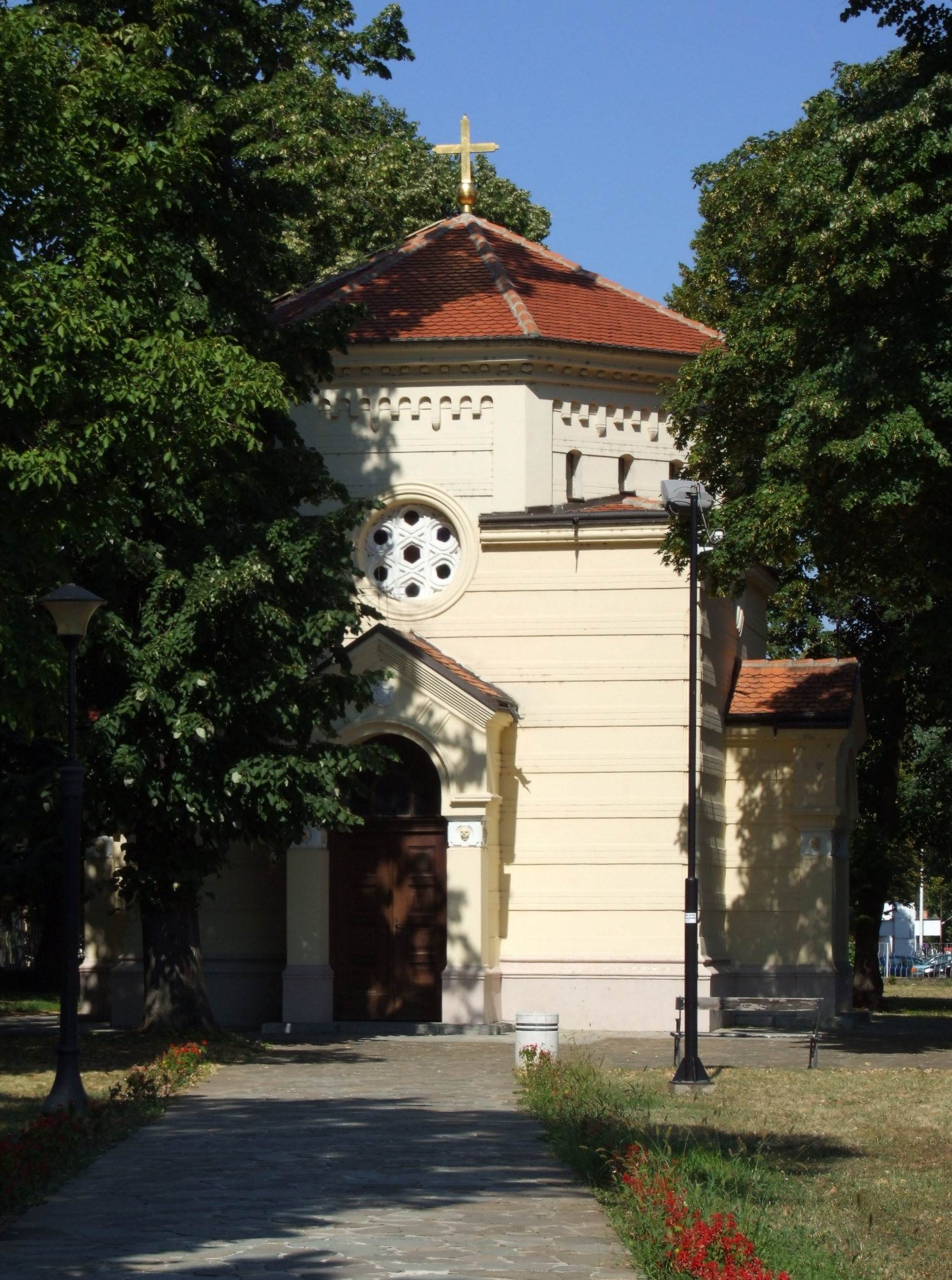
De kapel rond Cele Kula

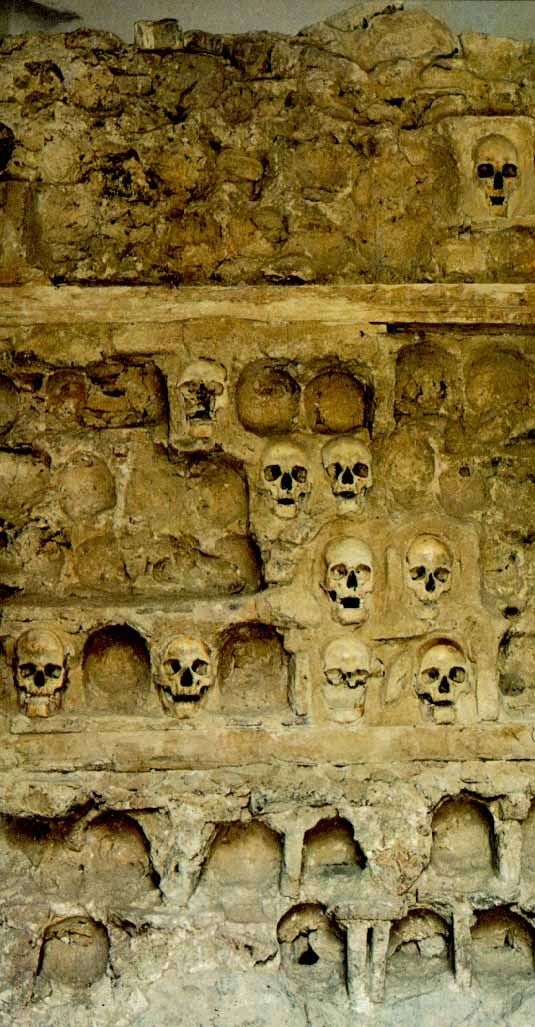

Ćele Kula (Servisch: Ћеле Кула) (schedeltoren) is een monument uit de tijd van de Eerste Servische Opstand. Het ligt in Niš aan de oude weg naar Constantinopel en Sofia. De toren is gemaakt van schedels en botten, die de Ottomaanse sultan Mahmut II buit maakte op gedode Serviërs in de Slag van Čegar in het jaar 1809. Hier werd de opmars van Serviërs door de toen veel sterkere Ottomanen gestopt, en de commandant Stevan Sinđelić liet zijn kruitdepot ontploffen om zich niet aan de Turken te hoeven overgeven.
Het gebouw is rechthoekig van vorm en tegenwoordig nog zo'n drie meter hoog. Iedere zijde heeft 14 rijen en 17 openingen, waar de schedels ingemetseld zijn. Toen het bouwwerk voltooid was, bevatte het 952 schedels. Tegenwoordig zijn er nog maar 58 schedels te zien, omdat vele schedels in de loop der tijd zijn gestolen, of werden verwijderd om begraven te worden door familieleden van de omgekomen opstandelingen.
In 1892 werd een kapel om de toren heen gebouwd, om de toren te beschermen en te conserveren. Hiervoor werd geld opgehaald door heel Servië. Deze kapel heeft een glazen dak, en werd gebouwd door de architekt Dimitrie T. Leko uit Belgrado. Voor de kapel is een monument ter nagedachtenis van Stevan Sinđelić.
Tijdens de Tweede Wereldoorlog werd het beschadigd door bombardementen, omdat er een militair hospitaal rond de toren was opgezet.